# První bitva u St Albans
První bitva u St Albans byla první bitvou války růží a odehrála se 22. května 1455 ve městě St Albans 35 km na sever od Londýna. Richard, vévoda z Yorku a Richard Neville, hrabě z Warwicku porazili Lancastery vedené Edmundem Beaufortem, který byl v bitvě zabit. Richard zajal krále Jindřicha VI. a sám sebe jmenoval strážcem Anglie.
Lancasterové dorazili do města první a zaujali obranné postavení podél Tonmand Ditch a na hradbách v okolí Sopwell Lane a Shropshire Lane. Yorkova zkušená armáda, čítající 3 000 mužů se utábořila v Keyfield na východě. Nastalo dlouhé vyjednávání, kdy heroldové putovali od jednoho tábora k druhému.
Po několika hodinách vyjednávání se Richard rozhodl zaútočit. Jindřichovi vojáci byli zaskočeni rychlostí nepřátelského postupu, protože většina očekávala mírové řešení podobné tomu, které bylo dojednáno roku 1452 u Blackheathu. Nicméně útok úzkou ulicí proti barikádám vyústil v těžké ztráty na straně Yorků.
Warwick se záložními silami prošel úzkými ulicemi nestřeženým územím města. Znenadání se objevil na Market Square, kde se nacházely hlavní síly Jindřichova vojska. Je zřejmé, že nepočítali s tím, že by měli v krátkém čase bojovat, protože mnoho z nich nemělo ani nasazené přilby. Warwick na ně zaútočil, přinutil je k ústupu a Edmunda Beauforta, vévodu ze Somersetu zabil. Poté nařídil svým lučištníkům, aby začali střílet na muže chránící krále. Lancasterové, kteří bránili barikády, zjistili, že je Yorkové přečíslili a obávajíce se útoku zezadu, dali se na útěk z města.
První bitva u St Albans byla relativně malá z pohledu vojenské strategie, ale politicky znamenala rozhodné vítězství Richarda, vévody z Yorku, který zajal krále a obnovil svůj vliv v zemi. Jeho nepřítel Somerset padl a Warwickovi soupeři Jindřich Percy, hrabě z Northumberlandu a Thomas Clifford byli zabiti na útěku ze země.